# Kevin-Prince Boateng
Kevin-Prince Boateng, född 6 mars 1987 i Berlin, Västtyskland, är en ghanansk-tysk före detta fotbollsspelare som spelade som offensiv mittfältare.

## Klubbkarriär

### Tyskland
Boateng föddes i Berlin i Tyskland av en tysk mor och en ghananansk far och började i klubben Hertha Berlins ungdomslag i unga år. Han är äldre bror till Jérôme Boateng, även han professionell fotbollsspelare. Kevin-Prince Boateng debuterade i klubbens reservlag Hertha Berlin II i Regionalliga Nord i september 2004 och spelade 18 matcher och gjorde 3 mål för laget under säsongen. Säsongen 2005/2006 fick han debutera i Bundesliga och han spelade under de kommande två åren både i Herthas Bundesliga-lag och reservlag. Den 27 juli 2006 fick Boateng motta Fritz Walter Gold Medal som den mest lovande U19-spelaren i Tyskland. Totalt spelade Boateng 43 ligamatcher och gjorde 4 ligamål för Hertha mellan 2005 och 2007.

### England
Den 31 juli 2007 offentliggjorde Tottenham Hotspur på sin officiella hemsida att man hade värvat Boateng, priset offentliggjordes inte men media spekulerade i att Tottenham betalat runt 5,4 miljoner pund. Han gjorde sin Premier League-debut den 3 november 2007 i en match mot Middlesbrough men fick svårt att ta en plats i laget efter att managern Martin Jol ersatts med Juande Ramos. Under våren 2009 lånades han ut till Borussia Dortmund för att få mer speltid. Under sin tid i Tottenham spelade Boateng 14 ligmatcher och var med och vann ligacupen 2008.
I augusti 2009 värvades Boateng av Portsmouth som uppgavs ha betalat cirka 4 miljoner pund för honom. Under finalen av FA-cupen 2010 var Boateng inblandad i en mycket omdiskuterad situation när han tacklade Chelseas Michael Ballack så svårt att Ballack skadade två ligament i sin högra vrist. Tacklingen inträffade 39 dagar innan Ballacks Tyskland och Boatengs Ghana skulle mötas i VM 2010 och resulterade i att Ballack missade turneringen. Boateng hävdade att han inte hade för avsikt att skada Ballack men Boatengs far uppgav i media att tacklingen kunde vara en hämnd för en situation fyra år tidigare när de båda spelarna möttes i en Bundesligamatch där Ballack förolämpat Boateng.

### Italien
I augusti 2010 köptes Boateng av den italienska klubben Genoa för en övergångssumma som i media rapporterades vara cirka 5 miljoner pund. Han lånades dock omgående ut till Milan inför säsongen 2010–2011 där Milan har en klausul att köpa loss spelaren efter låneperioden, vilket Milan valde att utnyttja.
Boateng Spelade i AC Milan mellan 2010 och 2013. Under den tiden uträttade han mycket saker, han fick bland annat pris som Italiens bästa mittfältare 2011. Under vårsäsongen 2013 fick Boateng utstå rasistiska ramsor, vid det tillfället tog han upp bollen med händerna och sparkade upp den på läktaren. Många experter och journalister menar att Boateng lämnade Milan av just den anledningen. Boateng lämnade Milan för Schalke 04 den 20 augusti 2013.

### Beşiktaş
Den 31 januari 2020 lånades Boateng ut till turkiska Beşiktaş på ett låneavtal över resten av säsongen 2019/2020.

### Monza
Den 28 september 2020 värvades Boateng av italienska Monza, där han skrev på ett ettårskontrakt med option på ytterligare ett år.

## Landslagskarriär
Eftersom Boateng hade dubbla medborgarskap för Tyskland och Ghana kunde han själv välja vilket landslag han skulle representera. Han representerade Tyskland i alla åldersklasser från U15- till U21 och spelade mellan 2001 och 2007 omkring 40 landskamper. I juni 2009 berättade dock Boateng att han ville representera sin fars hemland (Ghana) under VM 2010 då han inte fått chansen att spela i det tyska seniorlandslaget. Fifa godkände Boatengs ansökan om att spela för Ghana i maj 2010 och togs ut i Ghanas trupp till turneringen. Han debuterade i Ghanas landslag den 5 juni 2010 i en träningslandskamp mot Lettland och gjorde sitt första mål i åttondelsfinalen i VM 2010 mot USA.

## Meriter
Tottenham Hotspur FC
- Engelska ligacupen: 2008

AC Milan
- Serie A 2010/2011
- Italienska supercupen: 2011

### FC Barcelona
- La Liga: 2018/2019